# Francisco des Prats
Francisco des Prats o Desprades (Orihuela, c. 1454 - Roma, 8 de septiembre de 1504) fue un eclesiástico español, obispo de Catania, de Astorga y de León, colector, nuncio apostólico en España y cardenal.

## Biografía
Doctorado in utroque iure en la universidad de Lérida, en 1480 sentó plaza de canónigo en la iglesia colegiata de Orihuela, y tres años después pasó a Roma al servicio de su paisano el vicecanciller Rodrigo de Borja.  
Sixto IV le concedió la iglesia de Almoradí, con dispensa de residencia para que pudiera permanecer en la Santa Sede, e Inocencio VIII las dignidades de maestrescuela de Cartagena, canónigo de Valencia y capiscol de la iglesia de Barcelona.
En 1488 regresó a España para concertar la boda del duque de Gandía Juan de Borja y María Enríquez.  En 1492, poco después de que Rodrigo de Borja fuese elevado a la silla papal, fue nombrado colector de espolios en los reinos de España, oficiando también como nuncio en la corte de los Reyes Católicos Fernando e Isabel, siendo el primer prelado en desempeñar la nunciatura con carácter permanente.  El año siguiente fue nombrado canónigo de Córdoba, en 1495 protonotario apostólico, obispo de Catania en 1498, de Astorga durante un breve periodo en 1500, y de León desde este mismo año hasta su muerte.
En 1503 fue creado cardenal con el título de los santos Sergio y Baco, trasladando su residencia a Roma y tomando parte en los cónclaves de septiembre y octubre en los que fueron elegidos papas Pío III y Julio II.  Falleció en esta ciudad en 1504, y fue sepultado en la iglesia de San Salvatore in Lauro; su tumba desapareció cuando en 1862 se renovó el suelo de la iglesia.
| Predecesor: Juan Daza                 | Obispo de Catania 1498 – 1500                                                                  | Sucesor: Diego Ramírez de Guzmán          |
| Predecesor: Diego Ramírez de Fuenleal | Obispo de Astorga 1500                                                                         | Sucesor: Sancho Pérez Rodríguez de Acebes |
| Predecesor: Juan de Marquina          | Obispo de León 1500 - 1504                                                                     | Sucesor: Juan Vera                        |
| Predecesor: Giuliano Cesarini         | Cardenal presbítero de los Santos Sergio y Baco 12 de junio de 1503 - 10 de septiembre de 1504 | Sucesor: Giovanni Stefano Ferrero         |
| Predecesor:                           | Nuncio apostólico en España 1492 - 1503                                                        | Sucesor: Cosimo de' Pazzi                 |